# ابراهیم بن سیار معتزلی
ابراهیم بن سَیّار بن هانئ البصری (۸۴۵-۷۷۵ میلادی) مشهور به ابواسحاق النَّظّام از معتزله است عصر خلیفه مامون بود. او را از متکلمانی دانسته‌اند که با کتاب‌های فلسفی آشنایی داشت و با تأثیرپذیری از فیلسوفان، ترکیب جسم از اجزاء تجزیه‌ناپذیر را نپذیرفته است. او مخالف اجماع در فقه بوده است و آثار او، جز پاره‌ای جملات، از میان رفته اند.

## زندگی
در مورد تولد او تاریخ درستی در دست نیست. استاد ش دایی او، ابوالهذیل علّاف بود. جاحظ هم از شاگردان ش بود.

## آراء و نظریات
او در همان کودکی تمام قرآن و تورات و انجیل و تفاسیر آن‌ها را ازبر کرد. زمانه نظّام توأم با رشد و گسترش گرایش‌های الحادی و شیوع مدارس حدیثی و تدوین مکتوبات حشویه بود. نظّام، مانند دیگر معتزلیان متقدم، موضعی انتقادی نسبت به روایت حدیث داشت و جز قرآن کریم و عقل به چیز دیگری اعتنا نمی‌کرد. او سخت هم به اهل حدیث و هم به ملحدان حمله می‌کرد و از همین روی هیچ‌یک از بزرگان معتزله به اندازه نظّام آماج اهانت و مفتریات این دو گروه نیفتاد. ابن حجر عسقلانی می‌گوید که او از متتقدان سرسخت اهل حدیث و حشویه بوده‌است.
از جمله آرای مشهور فقهی او انکار حجیت اجماع در فقه بوده‌است. همچنین نظّام نافی حد رجم یا سنگسار است. البته شواهد موجود نشان می‌دهد که انکار سنگسار نظر جمهور فقهای معتزله متقدم از جمله استادان و شاگردان نظّام بوده‌است؛ زیرا این دسته از فقیهان تخصیص قرآن را با خبر واحد جایز نمی‌دانستند.
دفاع نظّام از اندیشه توحید و دین اسلام و ردیه‌های او بر دهریه و دوگانه‌باوران بر پژوهشگران پوشیده نیست. احمد امین می‌گوید که او بیش‌تر عمرش را صرف دفاع عقلانی ـ استدلالی از اسلام و توحید در برابر دهری‌مسلکان کرد. نقل شده است که او هنگام احتضار گفت: «خدایا اگر می‌دانی که در یاری به توحید تو کوتاهی نکرده‌ام و راهی را نگزیده‌ام مگر آن که استواری توحید تو در آن باشد، پس گناهان مرا ببخش و سختیهای مرگ را بر من آسان گردان»

## نظرات دیگران

### اهل حدیث
احمد امین در این باره می‌نویسد: «محدثان از نظآم سخت بیزار بودند و این طبیعی است، چراکه او منتقد شدید اهل حدیث بود و از این رو اهل حدیث نظّام را به صورت فاسقی دائم‌الخمر به تصویر کشیده‌اند»
حملات اهل حدیث به نظّام با ابن قتیبه در کتاب تأوبل مختلف الحدیث آغاز می‌شود. او نظآم را فریب‌کار، پلید و دائم‌الخمر می‌خواند. سپس دو سده پس از درگذشت نظّام، محدث متعصّب عبدالقاهر بغدادی (۴۲۹هـ)، معروف به ابن طاهر بغدادی، تهمت‌هایی بی‌سابقه به نظّام منسوب و او را تکفیر و تفسیق کرد. او می‌نویسد: «نظّام به عمر فاروق طعن می‌زد... و می‌گفت که عمر به فاطمه لگد زد.»  هیچ محدثی پیش از عبدالقاهر بغدادی چنین چیزی را نقل نکرده‌اند و چنین نسبت‌هایی با ویژگی‌های نظّام که بی‌اعتنا به نقل روایت و حدیث بوده جور درنمی‌آید. تهمت‌های عبدالقاهر بغدادی درالفرق بین الفرق به جایی می‌رسد که نظّام را از منکران نبوت و براهمی معرفی کرده است، لکن می‌گوید که او از ترس شمشیر، این عقیده را علنی نکرده است! با این حال کسانی از اهل حدیث، مانند ذهبی، کتابی را با نام «النبوة» به نظّام منسوب کرده‌اند.
بیزاری اهل حدیث و حنبلیان از نظّام با مرویات ابن طاهر بغدادی راسخ‌تر شد. ذهبی(۷۴۸هـ) در سیر اعلام النبلاء و.. تکرارکننده مطالب عبدالقاهر بغدادی است؛ صلاح‌الدین صَفَدی(۷۴۶هـ) در الوافی بالوفیات مدعی می‌شود که بزرگان معتزله مانند ابوالهذیل علّاف و جعفر بن حرب او را تکفیر کرده‌اند!
حمله‌های عقلانی و استدلالی به دهریه و دیگر ملحدان عصر عباسی هم در رواج گرفتن تهمت‌ها به او نقش داشت. ابن راوندی، ملحد پرآوازه روزگار عباسی، دروغ‌های بسیاری به او منسوب می‌کند. با این همه افراد با انصاف از میان اهل حدیث هرگز راوی چنین مفتریاتی نبوده‌اند. محدث برجسته معاصر عبدالقاهر بغدادی، یعنی خطیب بغدادی(۴۶۳هـ) نه تنها چنان تهمت‌هایی در شرح حال نظّام نیاورده است، بلکه حتی دقت و نبوغ او را ستوده‌است. او در شرح حال نظّام می‌نویسد که او از متکلمان چیره‌خامه و ادیبان کم‌نظیر بوده و اشعاری را هم از او نقل می‌کند. از جمله، سخن معروفی از نظّام نقل شده‌است: علم چیزی است که هرگز قسمتی از خودش را در اختیار تو نمی‌نهد مگر این که تو تمام وجودت را به او اعطا کنی تازه وقتی که تو خودت را به علم بخشیدی و قسمتی از علم به تو اعطا شد، به واسطه برخورداری از علم دچار یک سری مخاطرات خواهی شد فقیه، مورخ و محدث حنبلی، ابن جوزی هم در شرح حال مختصری که از نظّام ارائه داده کوچک‌ترین اشاره‌ای به این موارد نکرده‌است. ابن حزم هم علی‌رغم مخالفت شدید با معتزلیان، در دانشنامه بزرگ کلامی ش، الفصل فی الملل والأهواء والنحل، کوچکترین اشاره‌ای به این روایت نکرده‌است.

### معتزله
معتزلیان همیشه نظّام را از بزرگان خودشان شمرده اند. ابوالحسین خیاط در کتابش، الانتصار، به‌تفصیل به تهمت‌ها وارده بر نظّام و گاه ابوالهذیل علّاف پاسخ گفته‌است. او می‌نویسد: «معتزله منکر همه این مطالب اند و این دروغ‌ها را از برساخته‌های محدثان و افراد بی‌حیا می‌دانند، معتزله همواره نظّام را به نیکی یاد کرده و در دفاع او از اسلام هم‌رای اند» (ضحی الاسلام۳/۱۲۰) او ابن راوندی را دروغگو و نظام را مدافع اسلام و توحید می‌خواند.
بزرگان معتزله در وصف نبوغ و دانش او سخن‌ها گفته‌اند. احمد امین می‌گوید که معتزله پس از النظّام در مقایسه با او عیال اند جاحظ، از بزرگان معتزله و بزرگ‌ترین نثرنویس ادبیات عرب، می‌گوید که کسی را از آگاه‌تر نظّام به مسائل فقهی و کلامی نیافتم. او در جلد چهارم کتاب الحیوان می‌نویسد: «اگر جایگاه رفیع متکلمان نبود، عوام ملل مختلف از میان می‌رفتند و اگر جایگاه والای معتزله نبود، عوام همه نحله‌ها هلاک می‌شدند. شاید نتوانم بگویم که اگر ابراهیم [نظّام] و یاران ش نبودند، همه معتزله نابود می‌شدند، ولی می‌گویم که او راه‌ها را به معتزله نشان داد و مسائل شان را حل کرد.» همچنین در وصف او می‌گوید: «گذشتگان می‌گفتند هر هزار سال کسی پیدا می‌شود که بی‌مانند است. اگر این سخن درست باشد آن کس نظّام است»

### اشاعره
اشاعره که در بسیاری زمینه‌ها با اهل حدیث هم‌رای بودند، دیدگاه‌های گوناگونی درباره ی نظام دارند. ابوالحسن اشعری، بنیادگذار مکتب اشاعره، با این که بسیاری از آرای او را در ذیل مقالات کتابمقالات الاسلامیین و اختلاف المصلین آورده است، هرگز نظّام را تکفیر و تفسیق نکرد.
شهرستانی (۵۴۸هـ) در ملل و نحل تهمت‌ها و دروغ‌هایی را که نخستین بار عبدالقاهر بغدادی به نظام نسبت داد، تکرار کرده است.